# Bình Hòa Tây
Bình Hòa Tây là một xã thuộc huyện Mộc Hóa, tỉnh Long An, Việt Nam.

## Địa lý
Bình Hòa Tây là một xã biên giới nằm ở phía tây bắc huyện Mộc Hóa, có vị trí địa lý:
- Phía đông giáp các xã Bình Thạnh và Bình Hòa Trung
- Phía tây và phía nam giáp thị xã Kiến Tường
- Phía bắc giáp thị xã Kiến Tường và Campuchia.

Xã có diện tích 43,95 km², dân số năm 1999 là 3.883 người, mật độ dân số đạt 88 người/km².

## Lịch sử
Xã Bình Hòa Tây được thành lập vào ngày 20 tháng 7 năm 1978 trên cơ sở tách một phần diện tích và dân số của xã Bình Hòa cũ.
Ngày 4 tháng 4 năm 1989, Hội đồng Bộ trưởng ban hành Quyết định 37-HĐBT. Theo đó, tách một phần diện tích và dân số của các xã Bình Hòa Đông và Bình Hòa Tây để thành lập xã Bình Hòa Trung.